# Veenhuizertol
De Veenhuizertol is  een voormalig tolhuis aan de Jachthuislaan 70, vroeger Biltseweg 25 in Soest. 
Het pand werd waarschijnlijk gebouwd in 1826 bij de aanleg van de tolweg en was eigendom van de koninklijke familie. De naam is afgeleid van de villa Veenhuis aan de overzijde van de weg. Deze buitenplaats Veenhuis kreeg later de naam Eickenhorst. Na een wegverlegging is de luifel voor het gebouw verdwenen. 
De voorgevel loopt evenwijdig aan de Koningsweg. Links en rechts van de ingang zitten negenruits schuifvensters. Het tolhuis werd gebruikt tot 1929 en lag toen binnen de grenzen van de gemeente Baarn.